# Siège de Santiago de Cuba
Guerre hispano-américaine
Batailles
Le siège de Santiago de Cuba est un événement de la guerre hispano-américaine se déroulant entre le 3 et le 17 juillet 1898. Il se solde par la capitulation des forces espagnoles et la fin des affrontements d’envergure à Cuba, bien que les Espagnols conservent le contrôle de La Havane et que le blocus de l’île se poursuive jusqu’à la fin de la guerre.

## Contexte
Au milieu du XIXe siècle, l’empire colonial espagnol des Amériques est largement en ruines, seuls Cuba et Porto Rico restant en leur possession. À partir des années 1860, Cuba manifeste à son tour des velléités d’indépendance et malgré une victoire espagnole lors de la guerre des Dix Ans, une situation insurrectionnelle s’installe durablement dans l’île. Au cours des années 1880 et 1890, les Espagnols luttent avec succès contre les guérillas indépendantiste, au prix toutefois de l’accroissement du sentiment anti-hispanique au sein de la population des États-Unis voisin, alimenté par la presse. L’explosion du cuirassée américain USS Maine dans le port de Cuba le 15 février 1898 est ainsi immédiatement attribuée aux Espagnols, conduisant à la déclaration de guerre le 28 avril 1898.
Afin de préparer l’invasion de l’île, la flotte américaine fait à partir du 1er juin le blocus du port de Santiago de Cuba, où l’escadre espagnole de l’Atlantique est mouillée. Cette menace neutralisée, le gros de l’armée américaine commence à débarquer le 22 juin à Daiquiri. Elle se dirige vers Santiago au cours de la fin du mois de juin puis affronte l’armée espagnole à San Juan et El Caney le 1er juillet. Malgré leur résistance, les Espagnols sont vaincus dans les deux engagements, permettant à l’armée américaine d’assiéger Santiago.

## Forces en présence

### Armée américaine
Les forces terrestres américaines comprennent la plupart des éléments du Ve Corps, commandé par le major général William Rufus Shafter. Le corps d’armée comprend deux divisions d’infanterie, commandées respectivement par le brigadier général Jacob Ford Kent et le major général Henry Ware Lawton, et une division de cavalerie. Dirigée par le major général Joseph Wheeler, celle-ci combat néanmoins comme une unité d’infanterie, la plupart des chevaux n’ayant pas pu être acheminés à Cuba. S’y ajoute plusieurs petites unités de soutien, notamment une batterie d’artillerie disposant de quatre canons de 3,2 in et une batterie de mitrailleuses disposant de quatre Gatling.
Les Américains peuvent en outre compter sur l’appui de leur flotte, constituée de deux escadres. L’escadre de l’Atlantique Nord est commandée le contre amiral William T. Sampson et comprend notamment les cuirassés et croiseurs USS Oregon, USS Iowa, USS New York et USS New Orleans. La seconde escadre est le Flying Squadron du contre amiral Winfield Scott Schley (en), dont les plus grosses unités sont les USS Texas, USS Massachusetts, USS Brooklyn, USS Columbia, USS Minneapolis
Les forces américaines sont toutefois handicapées par plusieurs facteurs. Premièrement, l’effectif réel des unités est très inférieur à leur effectif théorique. Ainsi, avant même la bataille de San Juan, la 1re division ne compte que cinq mille hommes sur un effectif théorique de quinze mille, avec pour conséquence qu’il est difficile d’encercler efficacement la ville. Deuxièmement, l’armée américaine n’a plus engagée d’unités aussi grandes depuis la guerre de Sécession et ne dispose pas des capacités logistiques pour soutenir cette armée sur une longue durée, ce qui est un risque en cas de siège prolongé. Enfin, il existe également d’importants problèmes d’équipement. L’uniforme, identique à celui porté aux États-Unis, est par exemple inadapté au combat dans les tropiques. Ne disposant pas non plus de suffisamment de fusils modernes, en l’occurrence des Krag-Jørgensen, une large partie des troupes est équipée de modèles obsolètes, notamment le Springfield Modèle 1873.

## Déroulement
Après la défaite des Espagnols à San Juan et El Caney le 1er juillet, les forces américaines et cubaines investissent progressivement les alentours. Le gros des forces américaines s’établit sur les hauteur de San Juan, à l’Est de la ville, avec la 1re division à gauche, la division de cavalerie au centre et la 2e division entre les hauteurs de San Juan et le Nord. Les Cubains occupent de leur côté la partie située à l’Ouest de la ville. Une demande de reddition est présentée aux Espagnols dès le 1er juillet et, après son rejet, des escarmouches ont lieu pendant plusieurs jours autour de la cité.
Le 3 juillet, la flotte espagnole ancrée dans le port, désormais à portée de l’artillerie américaine, tente une sortie et est entièrement détruite dans la bataille navale qui s’ensuit. Le lendemain, une colonne de secours d’environ 20 000 soldats espagnols, dirigée par le colonel Escario, parvient à percer les lignes cubaines et à entrer dans la ville par l’Ouest, ce qui amène Shafter à redéployer à cet endroit la brigade de Ludlow pour empêcher toute nouvelle entrée ou sortie.
Le 4 juillet, les deux camps s’entendent pour faire une trêve de quatre jours afin d’évacuer les civils de la ville. Ceux-ci, environ vingt mille, sont établis dans un camp de réfugié près d’El Caney et laissés à eux-mêmes, les Américains n’ayant pas de quoi les nourrir. La situation de l’armée américaine empire en effet rapidement : les difficultés de ravitaillement imposent de ne fournir aux troupes que des demi-rations, tandis que de plus en plus de soldats souffrent de la fièvre jaune. Afin de forcer la main aux Espagnols, la flotte américaine bombarde la ville de manière intermittente à partir du 8 juillet.
La situation des Espagnols est toutefois encore plus délicate : il ne disposent que de peu de munitions et de nourriture, et les assiégeants ont coupés l’aqueduc qui alimente la ville en eau douce. Le moral se dégradant rapidement, Toral propose de se rendre à condition de pouvoir marcher jusqu’à Holguín. Bien que Shafter soit d’accord, le pouvoir central à Washington refuse ces conditions. Il propose alors le 11 juillet une autre trêve et que les navires américains ramènent les Espagnols en Espagne. Cette fois ce sont les Espagnols qui refusent dans un premier temps ce qu’ils considèrent comme une humiliation. Néanmoins, Toral est contraint à céder par la situation et, après des pourparlers le 13 juillet, l’armée espagnole se rend le 17 juillet.

## Conséquences
La reddition de San Juan de Cuba, ajoutée à la perte de l’escadre d’Outre-Mer, affaiblit considérablement la position des Espagnols à Cuba. Néanmoins, les deux semaines de résistance sont suffisantes pour dégrader la situation sanitaire de l’armée américaine, dont des milliers de soldats sont victimes de la fièvre jaune. Cette situation force le gouvernement américain à rapatrier l’armée au début du mois d’août sans pouvoir achever la conquête de Cuba. Les Espagnols disposent ainsi encore de plus de cent mille hommes dans l’île et conservent le contrôle de la capitale de La Havane. Bien que des plans aient été dressés pour le siège de celle-ci, le manque de troupes ne permet pas de les mener à bien et les Américains doivent se contenter de maintenir le blocus. Le siège de San Juan marque ainsi la fin des opérations d’envergure à Cuba.
En revanche, dans le reste des Caraïbes, la perte de San Juan et de la flotte a pour conséquence de grandement limiter la capacité des Espagnols à défendre leurs autres possessions, ce qui permet aux Américains de conquérir Porto Rico sans grande difficulté le mois suivant. Par ailleurs, en Espagne, le « désastre de San Juan » contribue, avec les autres défaites aux Philippines, à accroître l’hostilité de la population à la continuation de la guerre, amenant à la conclusion d’une armistice le 12 août 1898.